# Kim Manjung
Kim Manjung ou Kim Man-djung (김만중, 金萬重, né en 1637 et mort en 1692) est un homme de lettres coréen ayant pour pseudonyme Sô-p'o. Ministre du gouvernement coréen en 1683, il est exilé en 1689. C'est au cours de la première année de cet exil qu'il écrit Rêve de neuf nuages qui est considéré comme étant le premier ouvrage écrit en langue coréenne sous la dynastie des Li. En 1689 parait son second ouvrage: Récit des aventures de dame Sa dans la région du Sud.

## Œuvres
- Rêve de neuf nuages (1689)
- Récit des aventures de dame Sa dans la région du Sud (1689)